# Калінін Анатолій Веніамінович
Анато́лій Веніамі́нович Калінін (рос. Калинин Анатолий Вениаминович; *22 серпня 1916, Каменськ-Шахтинський — †12 червня 2008, Пухляковський) — російський письменник.
Народився 22 серпня 1916 р. у м. Каменськ-Шахтинський Ростовської області. Учасник Другої світової війни.

## Фільмографія
Екранізація творів:
- «Циган» (1967),
- «Циган (мінісеріал)» (1979, т/ф, 4 с),
- «Повернення Будулая» (1985, т/ф, 4 с),
- «Будулай, якого не чекають» (1994).

## Нагороди
Нагороджений орденом Леніна, Жовтневої революції, медалями.